# 笠野雄大

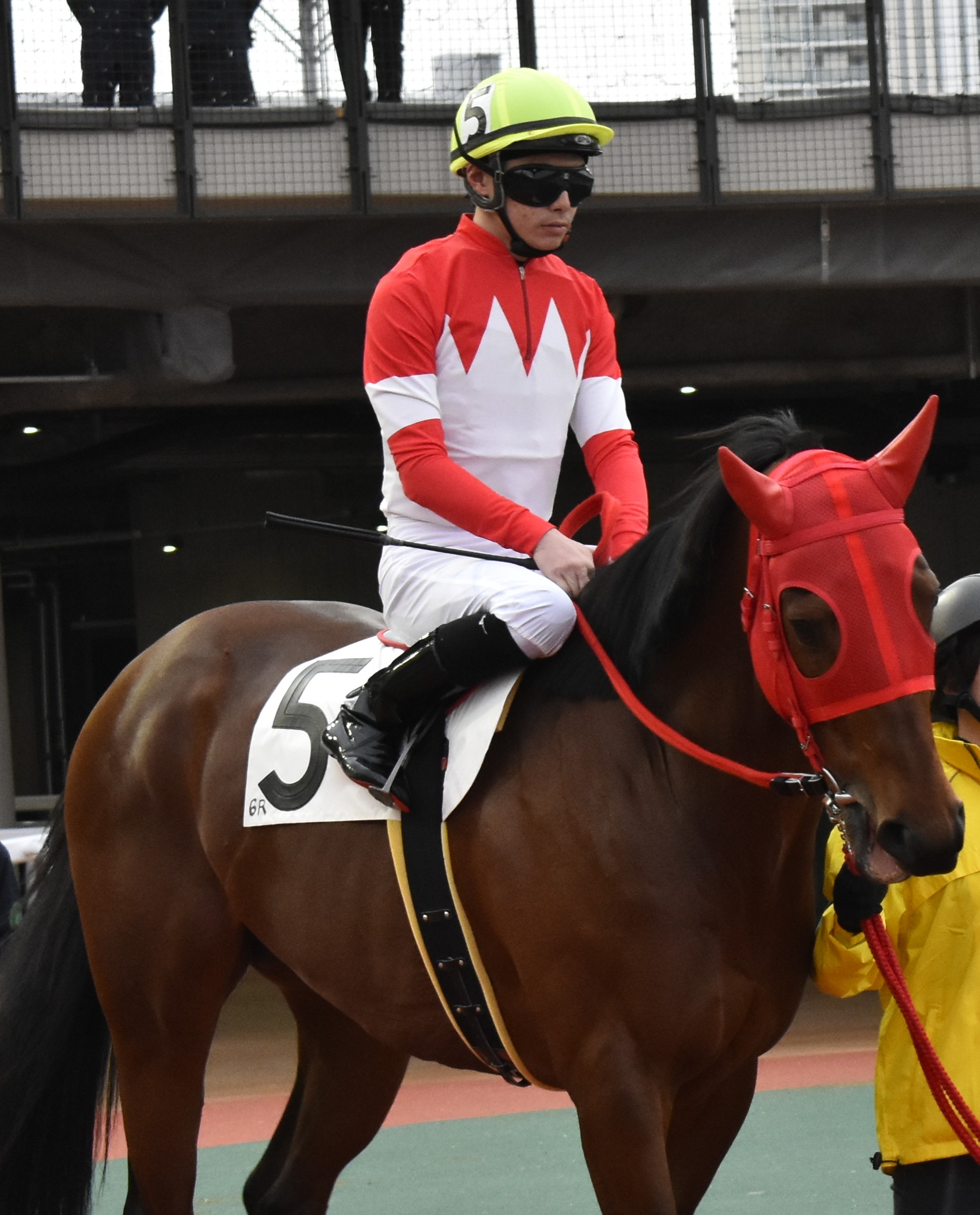
笠野　雄大騎手。

笠野 雄大（かさの たけひろ、1988年2月28日 -）は、船橋競馬・千葉県騎手会（2018年12月10日 - ）所属の騎手である。勝負服の柄は胴白・赤鋸歯型、袖赤・白一本輪。東京都出身。血液型O型、身長164．5cm、体重45.4kg。地方競馬教養センター騎手課程第85期生。

## 来歴
2007年3月31日付けで地方競馬騎手免許を取得。同年5月2日船橋競馬第5競走C3三組条件戦4番人気キングルーパスで初騎乗（9頭立て5着）。同年7月11日第6回大井競馬第4日目第5競走3歳条件戦（92万円以上124万円未満）を8番人気ハシレケンタロウで勝利し、18戦目で初勝利。
2009年4月29日第47回しらさぎ賞でハタノギャランに騎乗し、重賞初騎乗（12頭立て8番人気4着）。
同年5月9日から11月8日まで雑賀正光厩舎所属として高知競馬場において期間限定騎乗。
その後渋谷信隆厩舎を経て松代眞厩舎所属となったが、松代が2018年12月7日未明に逝去したことに伴い同月10日付けで千葉県騎手会所属となった。
地方通算成績は2268戦118勝・2着168回・3着192回・勝率5.2%・連対率12.6%（2020年1月30日現在）